# منتخب تركيا لكرة اليد الشاطئية
منتخب تركيا لكرة اليد الشاطئية هو ممثل تركيا الرسمي في المنافسات الدولية في كرة اليد الشاطئية .